# 子南固
子南固（？—？），姬姓，子南氏，是衛灵公小儿子衛公子郢的后代，公子郢的后代以公子郢的表字子南为氏。前343年，魏惠王废卫成侯，改立子南固的族人南劲为卫君，就是卫平侯。